# Dove Christian Fellowship
Dove Christian Fellowship – protestanckie wyznanie zielonoświątkowe założone przez mennonickiego pastora młodzieżowego Larry’ego Kreider w 1978 r., w hrabstwie Lancaster, w Pensylwanii, w Stanach Zjednoczonych. Nazwa kościoła DOVE to akronim od: Declaring Our Victory [in] Emanuel (Ogłaszanie naszego zwycięstwa w Emanuelu). Kościół opiera się na domowych zgromadzeniach nazywanych „kościołami komórkowymi”, prowadzonych przez świeckich przywódców. Głównym celem kościoła jest dotarcie z Ewangelią do społeczeństwa poza Kościołem.  

## Historia
Kościół został zapoczątkowany na bazie przebudzenia duchowego wśród młodzieży. W ciągu pierwszych dziesięciu lat kościół Dove Christian Fellowship wzrósł do ponad 2000 wiernych rozsianych po całym regionie siedmiu hrabstw Pensylwanii. Spotkania odbywały się w ponad 100 małych grupach w ciągu tygodnia, oraz w niedzielę rano w ośmiu większych zgromadzeniach . W ciągu 20 lat Dove Christian Fellowship rośnie z trzech kościołów komórkowych z 25 członkami do sieci ponad 80 kościołów komórkowych na pięciu kontynentach z ponad 20 000 członków. Kościół rozprzestrzenił się poza granice stanu i państwa na inne kontynenty i obecnie obejmuje około 200 małych zgromadzeń i sieci opartych na kościołach domowych w wielu krajach świata, w tym: Stany Zjednoczone, Barbados, Brazylia, Bułgaria, Kanada, Gwatemala, Haiti, Indie, Kenia, Holandia, Nowa Zelandia, Peru, Filipiny, Rwanda, Szkocja, Południowa Afryka i Uganda .